# Dork
Dork (znany również jako Dork Magazine) – brytyjski miesięcznik (oraz strona internetowa) poświęcony muzyce niezależnej, założony w 2016 roku przez Stephena Ackroyda. 

## Historia i profil
Miesięcznik Dork założył w maju 2016 roku Stephen Ackroyd, który wcześniej prowadził magazyn DIY, a od czerwca 2015 roku był dyrektorem The Bunker Publishing Ltd i redaktorem The Upset Magazine. Pierwszy numer Dork ukazał się w lipcu 2016 roku. Dork funkcjonuje jako magazyn muzyczny, strona internetowa oraz internetowa stacja radiowa. Produkuje również podcasty. Magazyn szczególną uwagę poświęca lansowaniu nowych i wschodzących artystów (jak Sam Fender czy Sports Team), którzy później zdobywają popularność. Redakcja magazynu zajmuje się również promocją i współpromocją regularnych występów i tras koncertowych.
W 2020 roku liczne brytyjskie magazyny muzyczne mocno ucierpiały w związku z pandemią COVID-19, która doprowadziła do zamknięcia barów, lokali i sklepów będących podstawową siecią dystrybucji bezpłatnych publikacji muzycznych. Liczne wydawnictwa zawiesiły druk i przeszły wyłącznie na wersję online. Aby przetrwać Stephen Ackroyd postanowił rozszerzyć cyfrową dywersyfikację swojego magazynu i postawić na jego kreatywną obecność w Internecie. Wyrazem tego było zorganizowanie w maju 2020 roku przez Dork transmitowanego na żywo festiwalu, składającego się z 250 oryginalnych pokazów, nagranych w domach muzyków w ramach wsparcia apelu NHS, dotyczącego COVID-19.
We wrześniu 2023 roku częścią Dork stał się magazyn Upset.
Recenzje albumów muzycznych Dork są cytowane w agregatorach recenzji muzycznych: Album of the Year oraz AnyDecentMusic?.